# Ледовый дворец «Уральская Звезда» им. В. Харламова
Ледовый дворец «Уральская звезда» им. Валерия Харламова — спортивный комплекс, находящийся в городе Чебаркуль Челябинской области, названный в честь хоккеиста Валерия Харламова, игравшего за местную команду ХК «Звезда» в сезоне 1967/1968.
В Ледовом дворце базируется хоккейный клуб «Звезда», ДЮСШ по хоккею с шайбой, так же проходят тренировки спортивных групп по фигурному катанию. В настоящее время ЛД «Уральская звезда» является главной ледовой ареной города. Чемпион мира Николай Макаров: «Мне очень приятно, что на нашей земле построили замечательный комплекс – ледовый дворец».

## Спортивные события
- Ежегодный предсезонный турнир среди команд молодежной хоккейной лиги (МХЛ) памяти Дениса Ляпина, воспитанника чебаркульского и челябинского хоккея. В турнире участвуют ведущие команды МХЛ зоны «Урал-Западная Сибирь»[3]
- Ежегодный турнир памяти В. Б. Харламова. В соревновании принимают участие хоккеисты 2000—2001 года рождения в составе 6 хоккейных команд: «Сигнал», «Трактор», «Металлург», школа имени С. Макарова, «Мечел» и местных воспитанников хоккея[4].
- В 2010 году при поддержке Министра спорта Челябинской области в Ледовом Дворце, был проведен Всероссийский турнир по хоккею на «Кубок Губернатора Челябинской области среди детских команд».
- Чемпионат Челябинской области по хоккею с шайбой.
- Открытый чемпионат города Чебаркуля по хоккею с шайбой среди любительских команд[5].
- Ежегодные мастер-классы спортивных знаменитостей для юных хоккеистов. В июне 2014 года мастер-класс проводил канадский тренер Шон Скинер[6].

## Адрес
Челябинская область, Чебаркуль, Дзержинского, 2а.